# Andrea De Vito
Andrea De Vito (Pavia, 27 novembre 1991) è un calciatore italiano, difensore della Sangiustese.
Gioca come terzino sinistro; è originario di Montepaone, provincia di Catanzaro.

## Carriera
Cresce nelle giovanili del Milan, con cui vince una Coppa Italia Primavera nel 2010 e debutta in prima squadra in Serie A il 24 aprile 2010 nella partita Palermo-Milan 3-1. Nella stagione 2011-2012 viene girato in prestito in Serie B al Cittadella, dove rimane per due stagioni, prima di essere acquisito a titolo definitivo nell'estate del 2013 e subito dopo passare all'Avellino. Con gli irpini colleziona soltanto cinque presenze, e a fine stagione viene ceduto al Varese. Nella stagione 2014-2015 biancorossa, terminata con la retrocessione in Lega Pro, scende in campo 22 volte. Nella stagione 2015-2016 scende di categoria e si accasa al Messina.
Il 7 agosto 2017 firma il contratto che lo lega al Siracusa Calcio.

## Statistiche

### Presenze e reti nei club
Statistiche aggiornate al 2 maggio 2023.
| Stagione                   | Squadra                    | Campionato                 | Campionato | Campionato | Coppe nazionali | Coppe nazionali | Coppe nazionali | Coppe continentali | Coppe continentali | Coppe continentali | Altre coppe | Altre coppe | Altre coppe | Totale | Totale | Totale |
| Stagione                   | Squadra                    | Comp                       | Pres       | Reti       | Comp            | Pres            | Reti            | Comp               | Pres               | Reti               | Comp        | Pres        | Reti        | Pres   | Reti   |        |
| -------------------------- | -------------------------- | -------------------------- | ---------- | ---------- | --------------- | --------------- | --------------- | ------------------ | ------------------ | ------------------ | ----------- | ----------- | ----------- | ------ | ------ | ------ |
| 2009-2010                  | Milan                      | A                          | 1          | 0          | CI              | 1               | 0               | UCL                | -                  | -                  | -           | -           | -           | 2      | 0      |        |
| 2011-2012                  | Cittadella                 | B                          | 8          | 0          | CI              | 2               | 0               | -                  | -                  | -                  | -           | -           | -           | 10     | 0      |        |
| 2012-2013                  | Cittadella                 | B                          | 12         | 0          | CI              | 2               | 0               | -                  | -                  | -                  | -           | -           | -           | 14     | 0      |        |
| Totale Cittadella          | Totale Cittadella          | Totale Cittadella          | 20         | 0          |                 | 4               | 0               |                    | -                  | -                  |             | -           | -           | 24     | 0      |        |
| 2013-2014                  | Avellino                   | B                          | 5          | 0          | CI              | 1               | 0               | -                  | -                  | -                  | -           | -           | -           | 6      | 0      |        |
| 2014-2015                  | Varese                     | B                          | 22         | 0          | CI              | 1               | 0               | -                  | -                  | -                  | -           | -           | -           | 23     | 0      |        |
| 2015-2016                  | Messina                    | LP                         | 30         | 0          | -               | -               | -               | -                  | -                  | -                  | -           | -           | -           | 30     | 0      |        |
| 2016-2017                  | Messina                    | LP                         | 34         | 0          | CI+CI-LP        | 2+1             | 0               | -                  | -                  | -                  | -           | -           | -           | 37     | 0      |        |
| Totale Messina             | Totale Messina             | Totale Messina             | 64         | 0          |                 | 3               | 0               |                    | -                  | -                  |             | -           | -           | 67     | 0      |        |
| 2017-gen. 2018             | Siracusa                   | C                          | 12         | 0          | CI+CI-C         | 0+1             | 0               | -                  | -                  | -                  | -           | -           | -           | 13     | 0      |        |
| gen.-giu 2018              | Viterbese Castrense        | C                          | 9+6        | 0          | CI-C            | 2               | 0               | -                  | -                  | -                  | -           | -           | -           | 17     | 0      |        |
| 2018-gen. 2019             | Viterbese Castrense        | C                          | 15         | 0          | CI+CI-C         | 3+0             | 0               | -                  | -                  | -                  | -           | -           | -           | 18     | 0      |        |
| Totale Viterbese Castrense | Totale Viterbese Castrense | Totale Viterbese Castrense | 24+6       | 0          |                 | 5               | 0               |                    | -                  | -                  |             | -           | -           | 35     | 0      |        |
| gen.-giu 2019              | Rieti                      | C                          | 11         | 0          | -               | -               | -               | -                  | -                  | -                  | -           | -           | -           | 11     | 0      |        |
| 2019-2020                  | Fano                       | C                          | 20+2       | 0          | CI-C            | 0               | 0               | -                  | -                  | -                  | -           | -           | -           | 22     | 0      |        |
| 2020-gen. 2021             | Fano                       | C                          | 8          | 0          | CI              | 0               | 0               | -                  | -                  | -                  | -           | -           | -           | 8      | 0      |        |
| Totale Fano                | Totale Fano                | Totale Fano                | 30         | 0          |                 | 16              | 0               |                    | -                  | -                  |             | -           | -           | 30     | 0      |        |
| gen.-giu. 2021             | Cavese                     | C                          | 4          | 0          | CI              | 0               | 0               | -                  | -                  | -                  | -           | -           | -           | 4      | 0      |        |
| 2021-2022                  | Cattolica                  | D                          | 23         | 0          | -               | -               | -               | -                  | -                  | -                  | -           | -           | -           | 23     | 0      |        |
| 2022-2023                  | Imolese                    | C                          | 23         | 0          | CI-C            | 2               | 0               | -                  | -                  | -                  | -           | -           | -           | 25     | 0      |        |
| Totale carriera            | Totale carriera            | Totale carriera            | 237+8      | 0          |                 | 18              | 0               |                    | -                  | -                  |             | -           | -           | 263    | 0      |        |

## Palmarès

### Club

#### Competizioni giovanili
- Coppa Italia Primavera: 1

Milan: 2009-2010